# TerrorVision
TerrorVision (auch Terror Vision) ist ein US-amerikanischer Science-Fiction-Comedy-Horrorfilm von Empire International Pictures unter der Regie von Ted Nicolaou aus dem Jahr 1986. Die Erstaufführung in Deutschland fand im April 1987 auf Video statt.

## Handlung
Auf dem Planeten Pluton wird in der Mutantenzerkleinerungsanlage des dortigen Gesundheitsamtes ein Monster von einem Außerirdischen in reine Energie umgewandelt und als Energieblitz ins All geschickt. Dieser Blitz landet schließlich in der neu aufgestellten TV-Satellititenanlage der amerikanischen Familie Putterman, welche nach anfänglichen Schwierigkeiten nun ihre neuen TV-Programme durchsehen. Tochter Suzy, eine Punkerin, stellt darauf der Familie ihren neuen Freund O.D. vor, mit dem sie ausgeht. Auch die Eltern Stanley und Raquel gehen aus, um ein Swinger-Paar zu treffen. Der militärbegeisterte Großvater und sein Enkel Sherman, mit dem der Großvater gern Überlebenstrainings durchführt, bleiben zuhause und sehen sich gemeinsam Horrorfilme an, wobei Bildstörungen auftreten, in der ein Monster zu sehen ist. Nachdem die beiden auf dem Sofa eingeschlafen sind, werden sie von dem Monster überrascht und bekommen einen gehörigen Schrecken. Als sie sich noch einmal umsehen, ist es wie vom Erdboden verschluckt. Der Großvater ist davon überzeugt, dass es ein Einbrecher mit einer Halloween-Maske war. Gemeinsam gehen sie in den Familien-Atomschutzbunker und bewaffnen sich. Währenddessen kommt der befreundete Fernsehtechniker Norton vorbei und will die ramponierte Satellitenanlage reparieren. Als Sherman und sein Großvater das Anwesen nach dem vermeintlichen Einbrecher durchsuchen, finden sie Norton im Garten vor und suchen danach im Haus weiter. Norton wird vom Monster im Garten gefressen. Als Nächster wird der Großvater im Wohnzimmer verspeist, indem es sich wie aus dem Nichts aus dem Fernseher materialisiert, ihn verflüssigt und aufsaugt. Darauf verschanzt sich Sherman im Bunker und ruft die Polizei an, welche jedoch seinen Notruf für einen schlechten Scherz hält.
Die Eltern kommen darauf mit dem Swinger-Paar zu Hause an. Sie bemerken die Abwesenheit von Norton und dem Großvater nicht, und denken Sherman fantasiert, nachdem er ihnen sagt was geschehen ist. Derweil zeigt Stanley, der sich für einen begnadeten Techniker hält, seinen Gästen das Haus, wobei sie im Fernseher eine Nachricht des Außerirdischen sehen, welcher das Monster verschickt hat. Dieser rät den Menschen dringend ihre Satellitenempfänger zu zerstören und für die nächsten 200 Jahre ihre TV-Geräte auszuschalten. Die Botschaft halten sie jedoch für einen Science-Fiction-Film. Das Monster hat sich derweil im Bunker versteckt. Als Shermans Mutter Raquel nach dem Opa ruft, mutiert das Monster einen Teil seines Körpers zum Kopf des absorbierten Großvaters und antwortet ihr mit seiner Stimme, wobei es seinen wahren Körper versteckt. Da sie ihrem Sohn nicht glaubt, sie genervt ist und sich wieder ihren Gästen für ein Tête-à-Tête widmen will, sperrt sie ihn zum vermeintlichen Großvater in den Bunker ein. Als Sherman den Bunker nach dem Monster durchsucht, ist es jedoch verschwunden. Im Bunker-Fernseher sieht er die Warnung des Außerirdischen, der sich als Pluthar, dem Gesundheitsminister und Abfallbeseitiger des Planeten Pluton zu erkennen gibt. Ein Abfall-Energiestrahl habe sich zur Erde verirrt und könnte die totale Vernichtung der Menschheit zur Folge haben. Auch Sherman glaubt einen Film zu sehen und misst ihm keine Bedeutung bei. Als plötzlich die Botschaft aufhört, sieht er die Horrorsendung mit der Moderatorin „Medusa“. Er ruft sie live an und schildert ihr seine Lage. Auch sie hält es für einen schlechten Scherz, verhöhnt ihn und legt auf.
Als der Swinger Spiro zu seiner vermeintlichen Frau Cherry in den Haus-Pool steigt, während sich die Putterman-Eltern in der Küche unterhalten, wird er vom Monster gefressen, welches seine Frau vorher fraß und absorbierte. Als die Puttermans nach ihren Gästen sehen, werden sie ebenfalls gefressen und absorbiert. Als Sherman ihre Schreie hört, ruft er erneut die Polizei vom Bunker-Telefon an, welche ihm wieder nicht glaubt und mit Konsequenzen droht. Er nimmt den Sprengstoff seines Großvaters und sprengt die Bunkertür auf, um sich zu befreien. Zur gleichen Zeit kommt seine Schwester Suzy mit ihrem Freund O.D. zurück. Sherman erklärt ihnen was passiert ist. Sie schenkt ihm keinen Glauben, dass ihre Eltern und alle Gäste getötet wurden. Um sich jedoch zu vergewissern, schauen die Geschwister in das elterliche Schlafzimmer, wo sie ihre vermeintlichen Eltern, das Swinger-Paar und ihren Großvater zusammen im Bett beim vorgetäuschten Liebesspiel vorfinden, wobei das Monster seinen Körper unter der Bettdecke versteckt. Verstört gehen die beiden ins Wohnzimmer, wo sich Pluthar erneut über den Fernseher meldet. Urplötzlich materialisiert sich jedoch das Ungetüm durch das Fernsehgerät und macht Jagd auf die Drei. Sherman feuert sein Sturmgewehr auf das Monster ab, was jedoch keinerlei Wirkung zeigt. Als O.D. im Begriff ist gefressen zu werden, streckt er schützend seine Arme aus, wobei das Monster seine Nietenarmbänder sieht und sich freudig an seinen ehemaligen Besitzer erinnert, welcher Nietenhandschuhe trägt und ihn hegte und fütterte. Als sie bemerken, dass es dadurch gehorcht, legen sich auch Suzy und Sherman Nietenarmbänder an und füttern es mit Lebensmitteln. Es gelingt ihnen ihm einige Wörter und ihre Namen beizubringen. Sie wissen derweil immer noch nicht, dass alle Anderen im Haus in Wahrheit tot sind. Da sie es dressieren können, beschließen sie aus dem Monster Kapital zu schlagen. Sie sehen gerade im TV „Medusa“ mit ihrer Horrorsendung und rufen sie an, um es ihr für Auftritte anzubieten. Sie lehnt zunächst ab, sagt ihnen aber, dass sie eventuell später zu ihnen nach Hause kommt, um es sich anzusehen.
Darauf klingelt es an der Tür. Suzy macht einem Polizisten mit einem Haftbefehl für Sherman – wegen seiner angeblichen Notruf-Telefonstreiche – auf. Im TV sehen Sherman und O.D. erneut Pluthar, welcher davor warnt, dass der Appetit des Monsters unkontrollierbar sei, da die geringste Aufregung ausreicht, um eine monströse Fresslust auszulösen. Das Ungetüm erkennt den Außerirdischen, welches es verbannte und wird wütend, woraufhin es O.D. frisst. Der Polizist hört den Lärm und geht ins Haus, wobei er ebenfalls gefressen wird. Die Geschwister fliehen in den Bunker und zerstören den dortigen Fernseher, damit sie das Monster nicht erreichen kann. Sie beschließen das Ungetüm zu töten, bewaffnen sich und durchsuchen nach ihm und deren Eltern das Haus. Auf der Suche zerstören sie alle Fernseher, an denen sie vorbeigehen. Im Schlafzimmer finden sie die Überreste ihrer Eltern vor. Sie finden das Monster schließlich im Swimmingpool-Zimmer, wo es im Pool vor dem letzten funktionierenden Fernsehgerät sitzt und fern sieht. Sherman versucht die Satelliten-Kabel-Fernbedienung ins Becken zu schmeißen, um es mittels Stromschlag zu töten. Der Stromschlag zeigt jedoch nicht die erhoffte Wirkung und beide fliehen ins Wohnzimmer, in dem sich der außerirdische Pluthar aus dem defekten Fernseher materialisiert und ihnen seine Hilfe anbietet. Sie erfahren von ihm, dass das Monster eigentlich einmal ein zahmes Haustier war und das Wesen von den Außerirdischen „hungrige Bestie“ genannt wird. Diese „hungrigen Bestien“ besitzen jedoch einen Hang zur Mutation, dann fressen sie alles was sie sehen. Wenn dies auftritt, müssen sie „exterminiert“ werden. Während des Exterminierens werden sie dann in einer Apparatur im Sinne der Müllbeseitigung in reine Energie umgewandelt und in ferne Gegenden des Universums teleportiert. Pluthar bekundet sein Beileid für die Opfer, sagt ihnen aber auch, dass ihre Eltern noch gerettet werden können. Dazu müssen sie deren absorbierte DNA per Extraktion aus der Bestie isolieren und könnten sie durch Serumkulturen wieder zurückerhalten. Währenddessen wird „Medusa“ von ihrem Chauffeur vor dem Haus der Puttermans abgesetzt, geht hinein und sieht im Wohnzimmer Pluthar und die Geschwister. Sie denkt fälschlicherweise, dass Pluthar die beiden mit seiner Waffe bedroht, und schlägt ihm seinen gläsernen Raumanzug-Helm ein, wodurch er stirbt. Im nächsten Moment kommt das Monster aus der Wand geprescht und versucht alle in sein Maul einzusaugen. Sherman greift zu Pluthars Strahlenwaffe und schießt, verfehlt jedoch sein Ziel und wird zusammen mit Suzy und „Medusa“ gefressen. Als es Morgen wird, weckt „Medusa“, welche nun ein (offensichtlicher) Teil des Biests ist, ihren wartenden Fahrer von der Rückbank aus und weist ihn an, zum Fernsehstudio zu fahren.

## Produktion und Veröffentlichung
Regie führte Ted Nicolaou und das Drehbuch schrieben Charles Band und Ted Nicolaou. Die Musik komponierten Richard Band und The Fibonaccis. Für die Kameraführung war Romano Albani verantwortlich, für den Schnitt war es Thomas Meshelski. Der Film kam am 14. Februar 1986 in die US-amerikanischen Kinos. Eine Neuprüfung durch die FSK ergab eine Freigabe ab 16 Jahren für die ungekürzte Fassung.

## Rezeption
- Lexikon des internationalen Films: „Indiskutable Mischung aus Horrorgeschichte und zweifelhafter Komik.“[2]
- Lexikon des Science Fiction Films: „Freunde von unappetlichem Horror und Nashorn-Humor werden an diesem Unfug ihre Freude haben.“[3]